# Saliency map

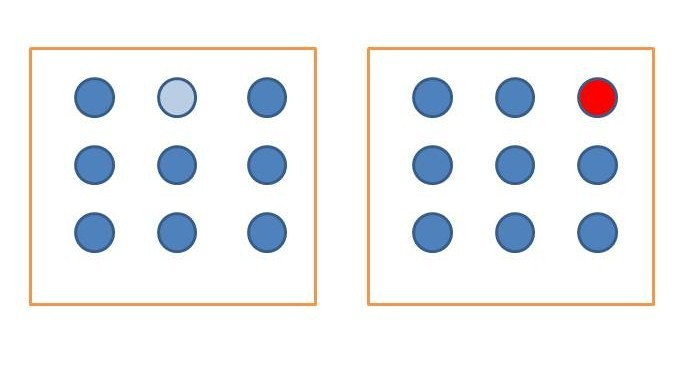
Voorbeeld van een saliency- of salience map. De meeste afwijkende cirkel (rechts) wordt het snelst herkend

Een saliency map of salience map is een model uit de neurobiologie en psychologie dat beschrijft hoe opvallende details van de visuele omgeving in de hersenen met voorrang worden behandeld.

## Algemeen
Saliency map is een aanduiding van een tweedimensionale kaart die de opvallendheid van objecten in een visueel veld uitdrukt ten opzichte van hun omgeving. Opvallendheid (Engels: salience) kan betrekking hebben op afwijkingen in vorm, oriëntatie, kleur of beweging van objecten ten opzichte van hun omgeving. Opvallende objecten (bijvoorbeeld een rode cirkel te midden van donkerblauwe cirkels) worden sneller herkend dan minder opvallende objecten (zoals een lichtblauwe cirkel te midden van donkerblauwe cirkels).

## Functie
De saliency map is een invloedrijk model van de preattentieve (of automatische) verwerking van visuele prikkels, soms ook aangeduid als exogene, reflexmatige of bottom-up-aandacht. Het model dat is geïntroduceerd door Koch en Ullman beschrijft een mechanisme in de hersenen dat bij een overdaad aan visuele prikkels toch snel en moeiteloos de meest saillante prikkel of informatie weet te selecteren. Nadat de meest opvallende prikkel is geselecteerd, vindt er een onderdrukking van neurale activiteit plaats die met deze locatie is geassocieerd. Dit leidt vervolgens tot selectie van de volgende locatie in het visuele veld met de op een na hoogste waarde in opvallendheid, totdat via een aantal successieve selecties de hele visuele scène is geïnspecteerd. Belangrijk nevenaspect van het model is het verschijnsel van inhibitie van terugkeer (Engels: inhibition of return): dit houdt in dat als een saillante prikkel in het visuele veld is geselecteerd de terugkeer van aandacht naar dezelfde locatie wordt afgeremd of vertraagd. Als er bijvoorbeeld kort na de eerste aanbieding weer een stimulus verschijnt op dezelfde locatie, zal men daarop trager reageren dan wanneer deze op een andere locatie verschijnt. Vermoedelijk dient deze eigenschap van het visuele systeem om aan nieuwe locaties in onze visuele omgeving voorrang te verlenen boven oude locaties.

## Mechanismen
Men veronderstelt dat aan de saliency map een netwerk van neuronen in de hersenen ten grondslag ligt. Neuronen die met de kaart corresponderen gaan met elkaar een soort competitie aan die uiteindelijk leidt tot een winnende locatie die met het meeste opvallende element correspondeert. Dit proces wordt ook wel winner-take-all genoemd: een algoritme dat er op gericht is de maximale waarde te vinden in een verzameling variabelen. Vermoedelijk zijn vooral neuronen die deel uitmaken van een circuit in de hersenen dat oogbewegingen aanstuurt hierbij betrokken. In dit circuit bevinden zich structuren in de laterale pariëtale schors, het pulvinar, de colliculi superiores en de frontale oogvelden. Deze structuren sturen op hun beurt weer de oculomotore kernen aan in de hersenstam. Sterk opvallende objecten roepen meestal ook reflexmatige saccades (oogsprongen) op in de richting van het object.